# Новорозанівський курган
Новорозанівський курган (Новорозанівське поховання) — одне з перших добре зафіксованих поховань скіфського часу з кістяком чоловіка у повному захисному обладунку. Датується V ст. до н. е. Розташований біля села Новорозанівки Софіївської громади Баштанського району Миколаївської області.
Досліджувався 1970 р. експедицією Інституту археології НАН України під керівництвом О. Г. Шапошникової. Поховання здійснене в овальній ямі розмірами 1,18 x 1,85 x 2 м. Небіжчик (скіфський воїн) лежав випростано на спині головою на схід. Під ним — залізний лускуватий панцир, шкіряні штани, біля голови — шолом із залізних платівок, на місці живота — лускуватий пояс з коротким мечем. Крім того, у похованні знайдено: дерев'яну посудину, прикрашену бронзовою бляшкою у вигляді голови лося, дерев'яний сагайдак, оздоблений бронзовою бляхою, з 200 бронзовими наконечниками стріл, два залізні вістря до списів, залишки напутньої їжі з двома ножами. Знайдено також рештки коня.